# David Jacob van Lennep
Pour les articles homonymes, voir Van Lennep.
David Jacob van Lennep, né le 15 juillet 1774 à Amsterdam, où il est décédé le 10 février 1853, est un écrivain et poète néerlandais, professeur de grec et latin à l'Athenaeum Illustre d'Amsterdam.
Il est le père de l'écrivain Jacob van Lennep.

## Publications
- Carmina juvenilia (1790)
- Neerlands Rijk hersteld en gehandhaafd (1815)
- Hollandsch duinzang (1826)
- Gedichten (1844)
- Verhandeling over het belangrijke van Hollands grond en oudheden voor gevoel en verbeelding (*ca 1828)